# Кукушки военен музей
Кукушкият военен музей (на гръцки: Πολεμικό Μουσείο Κιλκίς или Στρατιωτικό Μουσείο Κιλκίς) е музей в южномакедонския град Кукуш (Килкис), Гърция.
Музеят е разположен на хълм югозападно от Кукуш, на който в 1927 година е построен военен мемориал, дело на скулптура Димитриадис, в памет на кървавата битка при Кукуш на 21 юни 1913 година по време на Междусъюзническата война между България и Гърция. До мемориала в 1966 година е построен военният музей, който е разширен в 1971 година. Собственост е на военното министерство, което го и поддържа. Музеят има две стаи, в които посетителите могат да видят артефакти от Балканските войни (1912 – 1913), лични вещи на войници, сражавали се при Кукуш, военни униформи, оръжия и бойни знамена. Музеят разполага и с релефна карта и с аудио-визуална възстановка на битката.
- Оръдия от Балканските войни
- Артефакти от Балканските войни
- Военна униформа